# Diseño de niveles
El Diseño de niveles, Diseño de entornos o mapeo del juego es una disciplina del desarrollo de videojuegos involucrado en la creación de los niveles de los videojuegos—lugares, escenarios, o misiones. Esto se hace normalmente usando un editor de niveles, una herramienta de desarrollo de juegos diseñada para la construcción de los niveles; sin embargo, algunos juegos presentan herramientas de edición de niveles incorporadas. El diseño del niveles es a la vez tanto un proceso artístico como técnico.

## Historia
En los primeros días de los videojuegos, un solo programador creaba los mapas y diseños para un juego, y no existía una disciplina o profesión dedicada exclusivamente al diseño de niveles.
Los primeros juegos ofrecen a menudo un sistema de nivel de dificultad ascendente, a diferencia de la progresión de la trama.
El primer género de juegos que requirió una cantidad significativa de tiempo para diseñar áreas fueron los juegos basados en texto, como los MUD.  A menudo, usuarios promovidos fueron asignados para crear nuevos caminos, nuevas habitaciones, nuevos equipos y nuevas acciones, a menudo utilizando la propia interfaz del juego. ZZT es otro juego temprano notable por su cartografía accesible al usuario y activación de eventos/secuencias de comandos
Lode Runner de 1983 fue uno de los primeros títulos para su entrega con un editor de niveles, y su diseñador, Douglas Smith, según se dice [cita requerida] le pagó a niños del barrio para diseñar los niveles para el juego.
Doom (1993) y Doom II (1994) fueron dos de los primeros juegos enfocados en atraer a los creadores de mods, y muchos archivos de nivel WAD se hicieron para ellos. Una de las razones fue una clara separación entre los archivos de nivel y motor del juego en sí. Half-Life, Quake III Arena, y muchos otros juegos tienen herramientas de mapeo y comunidades notables centrándose en el contenido generado por el usuario.
En ciertos juegos, como los roguelike, los niveles pueden ser generados por procedimientos.  En estos casos, el programador original del juego controla cómo se forman las variaciones de habitaciones y túneles, por ajustar los algoritmos sembrados al azar.

## Proceso

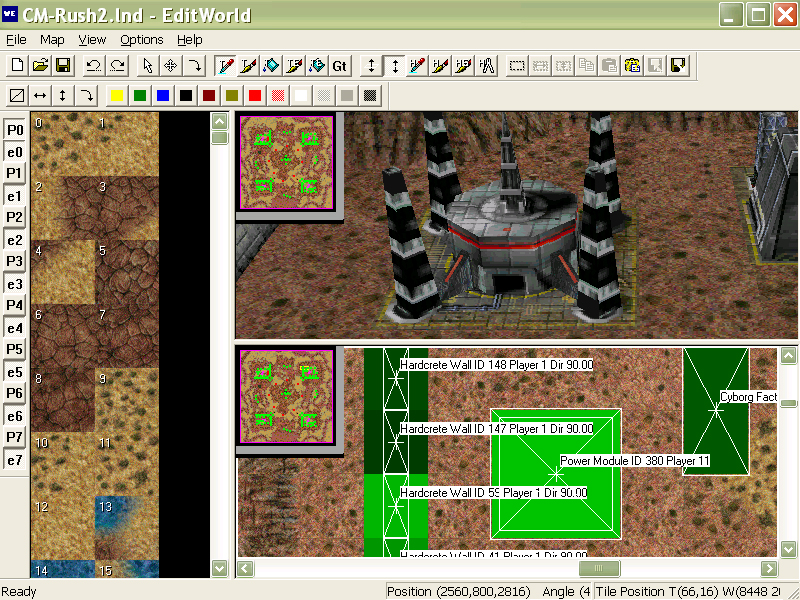
Captura de pantalla del editor de niveles de Warzone 2100.

El diseño de niveles para cada nivel individual en un juego moderno suele comenzar con el arte conceptual, bocetos, renders y modelos físicos. Una vez completado, estos conceptos se transforman en una amplia documentación, modelado del entorno, y la colocación de entidades específicas de juego (actores), por lo general con la ayuda de un editor de niveles.
Un editor de niveles puede ser distribuido como un paquete independiente completo, a veces, rivalizando con software de modelado 3D comercial. Hay varios pasos involucrados en la maquetación de un mapa y estos pasos pueden variar dramáticamente entre diversos géneros de juegos que existen en la actualidad.
Estos pasos generales incluyen:
- Maquetación de las características a gran escala del mapa, como colinas, ciudades, salas, túneles, etc, para los jugadores y los enemigos que se desplazan alrededor;[14]
- Determinación de las condiciones ambientales y las "reglas básicas", tales como la transición día/noche, el clima, los sistemas de puntuación, armas permitidas o tipos de juego, los límites de tiempo y recursos iniciales.
- Especificación de ciertas regiones donde se encuentran ciertas actividades de juego o comportamientos, tales como la recolección de recursos, construcción de bases, recorrido del agua, etc;
- Especificación de partes no estáticas de un nivel, tales como puertas, llaves y botones con mecanismos asociados, teletransportadores, pasadizos ocultos, etc;
- Especificación de ubicaciones de diversas entidades, tales como unidades de jugador, enemigos, puntos de regeneración de los monstruos, escaleras, monedas, nodos de recursos, armas, lugares para guardar puntos,[15] etc;
- Especificación de las ubicaciones de partida y de salida para uno o más jugadores;
- Agregar detalles estéticos como texturas gráficas de niveles específicos, sonidos, animación, iluminación y música;
- Presentación de locaciones de eventos ligados a scripts, donde ciertas acciones del jugador pueden desencadenar cambios especificados;
- Colocar nodos de búsqueda de ruta que los personajes no jugadores toman mientras caminan alrededor, las acciones que tomarán en respuesta a factores desencadenantes específicos, y cualquier diálogo que pudieran tener con el jugador.[5]

Las escenas cinemáticas pueden ser desencadenadas por los eventos en un nivel, pero requieren claramente diferentes habilidades, y pueden ser creados por una persona o un equipo diferente.
El Proceso de Diseño de Niveles puede ser repetido varias veces antes de lograr el resultado deseado.
Los diseñadores de niveles y/o artistas conceptuales también pueden ser requeridos para proporcionar un mapa pre-renderizado del nivel (o del todo mundo del juego) para el jugador.

### Bugsde nivel
Hay muchos bugs de mapas que los diseñadores de nivel tratan de evitar, pero a veces pasan desapercibidos durante algún tiempo.
Un jugador podría atascarse en la geometría del mapa y no hay forma de escapar o morir. A esto se le llama softlock. Un jugador puede ser capaz de encontrar un lugar específico en el que no tienen que desplazarse para adquirir experiencia, porque los monstruos se generan constantemente, pero pueden ser asesinados fácil e inmediatamente. En mapas multijugador, un jugador puede ser capaz de llegar a zonas del mapa diseñadas para ser inaccesibles, por ejemplo, alcanzar una posición ventajosa en la azotea y acampar a otros jugadores. En el peor de los casos, un jugador puede ser capaz de caer fuera de los límites de un mapa donde otros jugadores no pueden llegar.
En algunos casos, herramientas de mapeo específicas pueden ser diseñadas para detectar automáticamente los problemas tales como caer "fuera" de un nivel, y llegar a las zonas "atascadas". Diseñadores de niveles cuidadosos ejecutan estas herramientas como el último paso antes de lanzar una nueva versión de un nivel. En la mayoría de los casos, la mejor manera de mejorar un mapa es testearlo con jugadores experimentados, y permitiéndoles tratar de explotar cualquier problema.

## Diseñador de niveles
Un diseñador de niveles es un diseñador de juegos que crea ambientes y escenarios utilizando un editor de niveles y otras herramientas. Los diseñadores de niveles por lo general trabajan en un nivel desde la preproducción hasta su finalización; trabajando con ambas versiones incompletas y completas del juego. Los programadores de juegos por lo general producen editores de niveles y herramientas de diseño para que utilicen los diseñadores. Esto elimina la necesidad de los diseñadores de acceder o modificar código del juego. A diferencia de las herramientas de edición de niveles a veces disponibles para la comunidad, los diseñadores de niveles a menudo trabajan con marcadores de posición y prototipos apuntando a una coherencia de nivel y un diseño claro antes de que los artistas del juego produzcan el arte requerido. Muchos diseñadores de niveles tienen habilidades tanto de artistas visuales y diseñadores de juegos, aunque en los últimos años, la responsabilidad de las tareas visuales, estructurales y relacionadas al modo de juego se ha dividido cada vez más entre varios especialistas.

### Diseñadores de niveles notables
Un número de personas han hecho contribuciones significativas en el campo de los niveles de los shooters en primera persona para PC. Entre estos diseñadores se incluyen John Romero, responsable de una gran parte del diseño de niveles para Doom; y Richard "Levelord" Gray, creador de un número de niveles para Duke Nukem 3D y SiN.

## Objetivos de diseño
El diseño de niveles es necesario por dos propósitos principales: proporcionar a los jugadores un objetivo y proporcionar a los jugadores una experiencia de juego agradable. Un buen diseño de niveles se esfuerza por producir un juego de calidad, proporcionar una experiencia de inmersión, y, a veces, sobre todo en los juegos basados en la historia, para hacer avanzar la línea argumental. El uso hábil de texturas y audio es necesario para producir la experiencia inmersiva del jugador.

### Alteración del modo de juego
El diseño de mapas puede impactar significativamente la jugabilidad.  Por ejemplo, el juego puede ser cambiado a un juego de plataformas (por colocación cuidadosa de las plataformas) o un juego de rompecabezas (por el uso extensivo de los botones, llaves, y puertas). Algunos mapas FPS pueden ser diseñados para evitar a los francotiradores al no incluir ningún pasillo largo, mientras que otros mapas podrían permitir una combinación entre francotiradores y combate cercano.
Mapas Gimmick se crean a veces para explorar características seleccionadas de un modo de juego, tales como francotiradores o puñetazos. Mientras que son brevemente útiles para diseñadores de niveles e interesante para jugadores experimentados, por lo general no se incluyen en la lista definitiva de los niveles del juego debido a su valor de repetición limitada.

### Direccionamiento del jugador
Los niveles se construyen generalmente con un control de flujo en la mente, el cual está dirigiendo al jugador hacia la meta del nivel y evitar la confusión y la ralentización. Esto se puede lograr por diversos medios.
A menudo, los diseños de nivel cuentan con power-ups y objetos alineados en el camino y demás combinaciones que al recogerse se progresa inevitablemente en el juego y se avanza en la línea argumental. Esta es una de las técnicas básicas del direccionamiento del jugador y cada vez más a menudo se ve en juegos de plataformas.
El alumbrado e iluminación, así como los objetos claramente coloreados se utilizan a menudo para dirigir de forma inequívoca el jugador hacia el camino correcto. Del mismo modo, puntos de estrangulamiento claramente marcados pueden ser introducidos.
Otro método consiste en la colocación estratégica de obstáculos y utilería ambiental y estética, que dirige la atención del jugador a caminos "claros" en su lugar. Esto se utiliza a menudo en ambientes cerrados "de relleno".
Los niveles pueden ser diseñados para obligar a los jugadores a explorar el mapa y avanzar. La mayoría de los mapas de estrategia en tiempo real dan a cada jugador una base de partida, sino que tendrá la distribución de recursos y las características del terreno diseñadas para atraer a los jugadores fuera de su base y se acoplen entre sí. Los mapas de juego en equipo pueden ofrecer ventajas notables a un equipo sobre otro, cuando se diseñan mal.

## Características ocultas
Los diseñadores de niveles a veces crean habitaciones ocultas y áreas que normalmente requieren más intentos para alcanzarlos o para darse cuenta. Estos por lo general dan algunas recompensas adicionales, como municiones o power-ups. Los jugadores casuales normalmente no descubren esto, pero estas áreas son lo suficientemente interesantes como para ser descubiertos y documentados por los jugadores dedicados. A veces, sirven como huevos de Pascua, mensajes que contienen, como nombres o imágenes de los diseñadores de nivel ", o mensajes políticos o humorísticos. Uno de los primeros juegos con un motor 3D para ofrecer características ocultas era Wolfenstein 3D, donde ciertas paredes podrían ser "empujadas" para revelar pasajes ocultos. Por ejemplo, Quake tiene muchas áreas secretas que recompensan al jugador con munición, armas, power-ups, Quad Damage, y en un área secreta de difícil acceso, Dopefish hace acto de presencia. De hecho, al nivel de dificultad más alto, titulado "Nightmare", sólo se puede llegar a través de un portal secreto en hall de entrada de la cuarta dimensión.
A veces, todo un nivel puede ser diseñado como un nivel secreto.

## Herramientas
Una amplia variedad de herramientas puede ser utilizadas por alguien para diseñar un nivel. A pesar de que es más rápido para diseñar modelos y texturas con las herramientas de creación multimedia de propósito general, los juegos por lo general requieren que los datos estén en un formato único adecuado para el motor de ese juego. Para ello, compiladores y convertidores de modelos, texturas y datos de audio específicos pueden ser necesarios para diseñar un nivel.
Algunos editores de nivel para juegos en windows incluyen: The Elder Scrolls Construction Set de Bethesda Softworks, Valve Hammer Editor de Valve, UnrealEd y UDK de Epic Games, 3D World Studio de Leadwerks, Aurora toolset de BioWare, Q3Radiant de Id Software, Unity 3D y el editor de exteriores Grome. Varios editores de multijuegos, multimotores incluyen a GtkRadiant de id software, basado en Q3Radiant, y el programa de open source QuArK. Algunos juegos vienen con editores de niveles incorporados como Battlezone 2, Cube 2: Sauerbraten y Doom 3. Un ejemplo de una consola con un editor de juegos es TimeSplitters, desarrollado por Free Radical Design. Algunas veces, software de edición profesional 3D, como 3D Studio Max, Blender, AutoCAD, Lightwave, Maya, Softimage XSI o Grome es usado, usualmente personalizado con un plugin especial desarrollado para este juego en específico.